# Sharlene Cartwright-Robinson
Sharlene Linette Cartwright-Robinson, née le 4 septembre 1971 aux Bahamas est une avocate et femme politique des îles Turques-et-Caïques, Première ministre de son pays du 20 décembre 2016 au 20 février 2021 sous l'étiquette du Mouvement démocratique populaire,. Elle a été vice-présidente du comité de la jeunesse de l'Alliance baptiste mondiale.

## Biographie
Sharlene Cartwright-Robinson est née aux Bahamas de parents des îles Turks et Caicos qui y travaillaient et a donc aussi reçu un passeport bahamien. Sa famille retourne dans son île d'origine quand elle a six ans. Elle suit sa scolarité à la Pierson High School (en) (aujourd’hui Marjorie Basden High School) dont elle sort major de promotion en 1988. Elle suit ensuite des études de Droit à l'Université des Indes occidentales en Jamaïque.

### Carrière
Elle travaille pour différents cabinets d'avocats avant de créer le sien sur Grand Turk en 2002, en parallèle elle donne des cours de Droit au TCI Community College (en) entre 2004 et 2008.
En 2006, elle est devenue directrice de la jeunesse de l'Union baptiste des îles Turques et Caïques . En 2012, elle est également devenue présidente du département de la jeunesse de la Caribbean Baptist Fellowship, faisant d'elle la vice-présidente du comité de la jeunesse de l'Alliance baptiste mondiale.
En 2003, elle est candidate aux élections législatives (en), mais n'est pas élue. Après la suspension de la constitution de 2006 en 2009 par le gouvernement de Gordon Brown, Sharlene Cartwright-Robinson siège dans le Forum consultatif qui remplace l'Assemblée des Îles Turques-et-Caïques entre 2009 et 2012. Elle en démissionne en mai 2012, quand le gouverneur Ric Todd (en) indique que les personnes siégeant au Forum consultatif ne pourraient être candidates aux élections de novembre (en). En juillet, elle est nommée dirigeante adjointe du PDM sous la direction d'Oswald Skippings. Lors des élections législative de novembre 2012 (en), elle est élue dans la circonscription spéciale englobant toute l'île et devient la cheffe de l'Opposition au sein du parlement.
Lors des élections du 15 décembre 2016, le PDM remporte dix siège sur quinze et Sharlene Cartwright-Robinson devient Première ministre.
Le PDM perd largement les élections du 19 février de 2021 et Sharlene Cartwright-Robinson est défaite.